# Кизили
Кизили (на гръцки: Ορέσκεια, Ореския, до 1926 Κιζιλή, Кизили) е село в Република Гърция, Егейска Македония, дем Висалтия, област Централна Македония. Селото има 80 жители според преброяването от 2001 година.

## География
Селото е разположено южно от град Сяр (Серес) в Сярското поле, на около 5 километра южно от Джинджос (Ситохори).

## История
Северно от селото има средновековна отбранителна кула.
Александър Синве („Les Grecs de l’Empire Ottoman. Etude Statistique et Ethnographique“), който се основава на гръцки данни, в 1878 година пише, че в Зили (Zili) живеят 248 гърци. В „Етнография на вилаетите Адрианопол, Монастир и Салоника“, издадена в Константинопол в 1878 година и отразяваща статистиката на населението от 1873 година, Зили (Zili) е посочено като село с 28 домакинства, като жителите му са 25 мюсюлмани и 50 българи.
В 1889 година Стефан Веркович пише:
| „ | Казали махала: жителите са турци коняри, 3 часа от Нигрита. | “ |

След Междусъюзническата война в 1913 година селото попада в Гърция. В 1926 година селото е прекръстено на Ореския.
В 1923 година в селото е построена църквата „Преображение Господне“.